# Église Saint-Pierre-ès-Liens de Laines-aux-Bois
Pour les articles homonymes, voir Église Saint-Pierre-ès-Liens.
L'église Saint-Pierre-ès-Liens est une église située à Laines-aux-Bois, en France.

## Description
L'intérieur de l'église contient :
- une statue de saint Roch et de saint Antoine, en bois polychrome datée du XVIe siècle et classée depuis le 1er avril 1910[2] ;
- des vitraux, datés du XVIe siècle et classés depuis le 15 novembre 1894[3] ;
- une statue d'un saint évêque datée du XVIIe siècle et inscrite depuis le 10 avril 1980[4] ;
- une statue de sainte Catherine, en bois polychrome datée du XVIe siècle et classée depuis le 1er avril 1910[5] ;
- une statue de saint Nicolas, en bois polychrome datée du XVIIe siècle et classée depuis le 11 décembre 1980[6] ;
- une statue de saint Vincent, en calcaire datée du XVIe siècle et classée depuis le 11 décembre 1980[7] ;
- un christ en croix, en bois polychrome daté du XVIIe siècle et classée depuis le 11 décembre 1980[8] ;
- deux statuettes représentant saint Jean et la Vierge de Calvaire datées du XVIIe siècle, en chêne, classées depuis le 1er avril 1910[9] ;
- un groupe sculpté de la Vierge de Pitié daté du XVIe siècle, en calcaire, classé depuis le 1er avril 1910[10] ;
- un groupe sculpté représentant l'éducation de la Vierge daté du XVIe siècle, en chêne polychrome, classé depuis le 1er avril 1910[11] ;
- une statue de sainte Marguerite datée du XVe siècle, en chêne polychrome, classé depuis le 1er avril 1910[12].

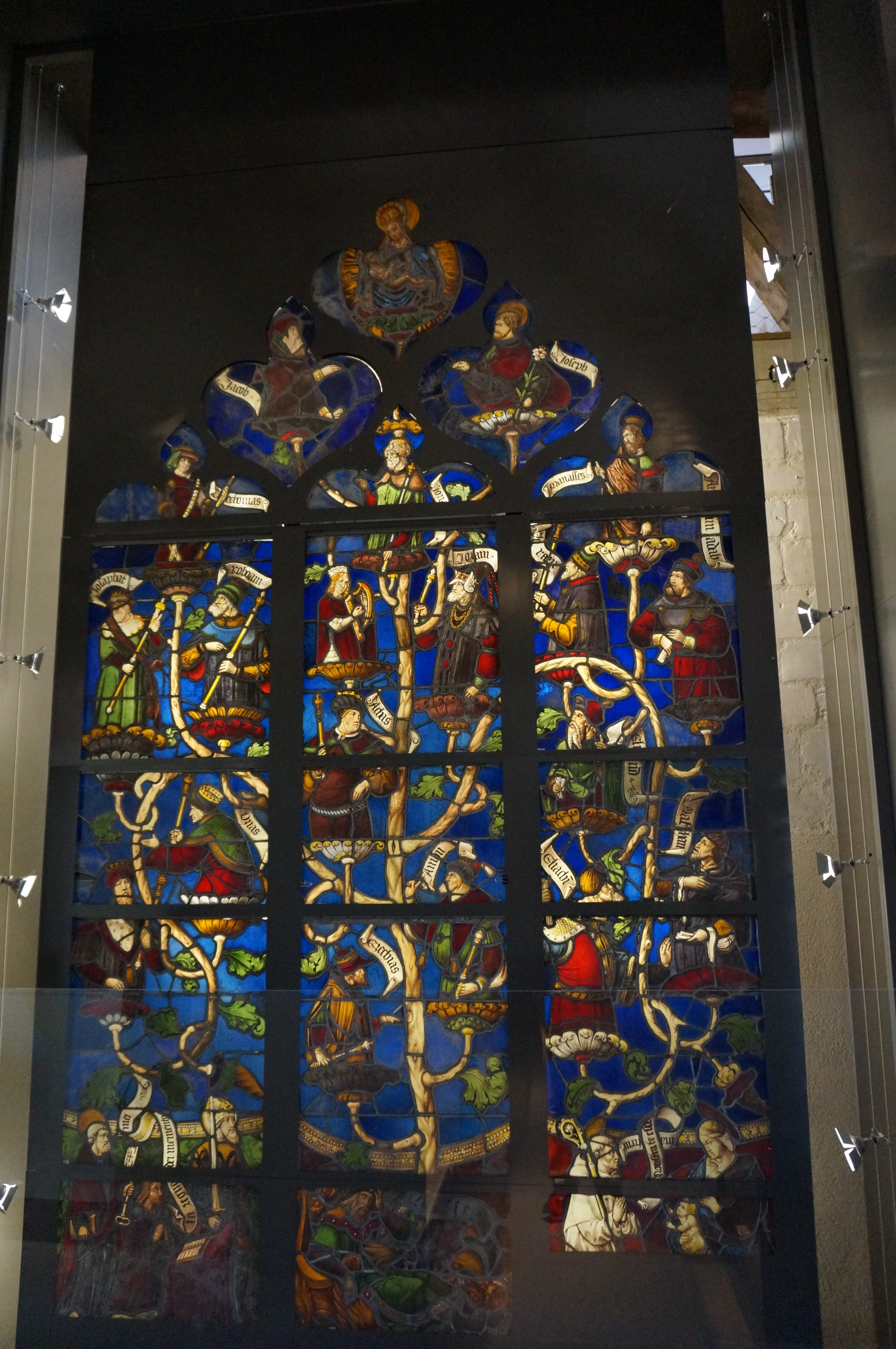
Arbre de Jessé transféré en la cité du vitrail.
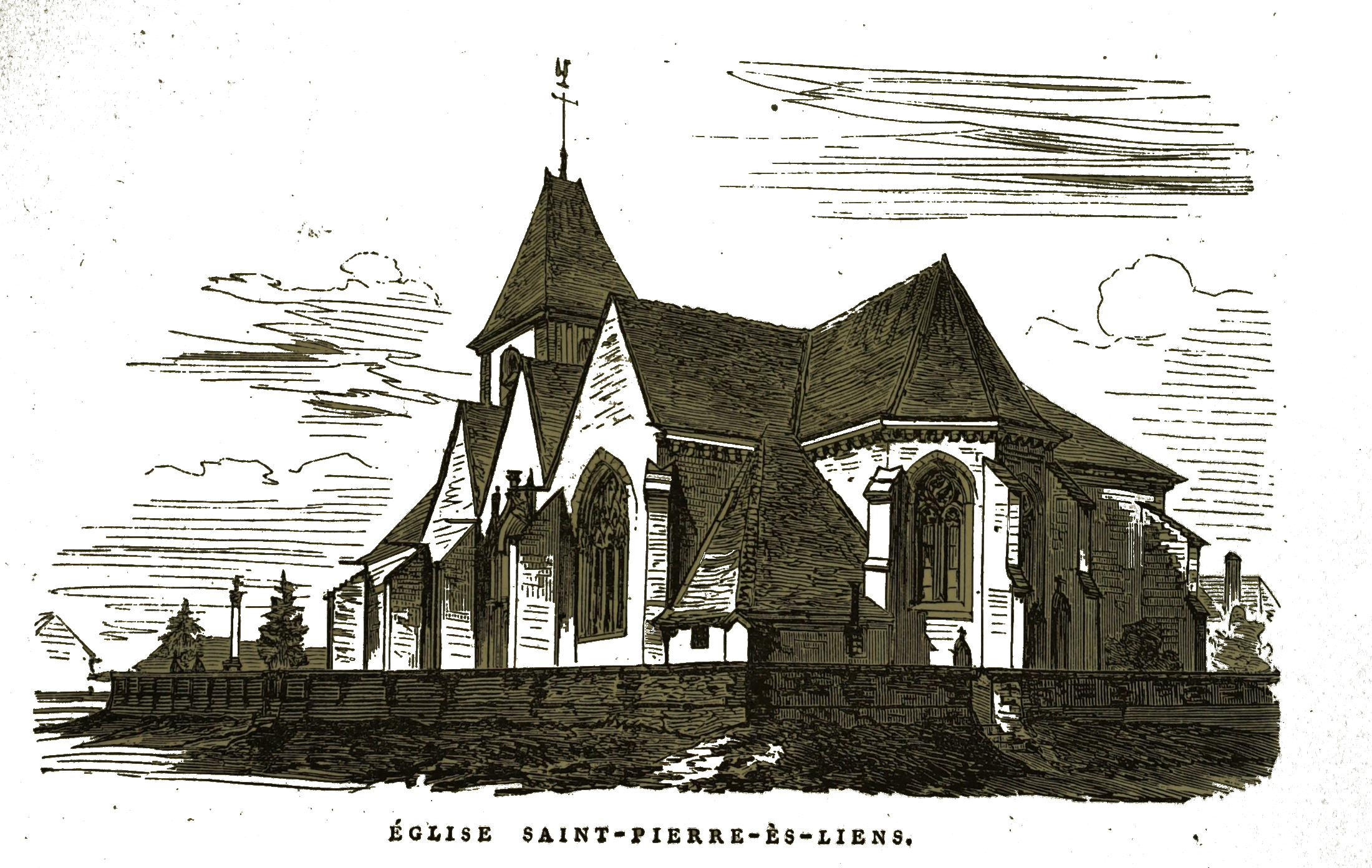
Vue du XIXe siècle, dessin de Charles Fichot.
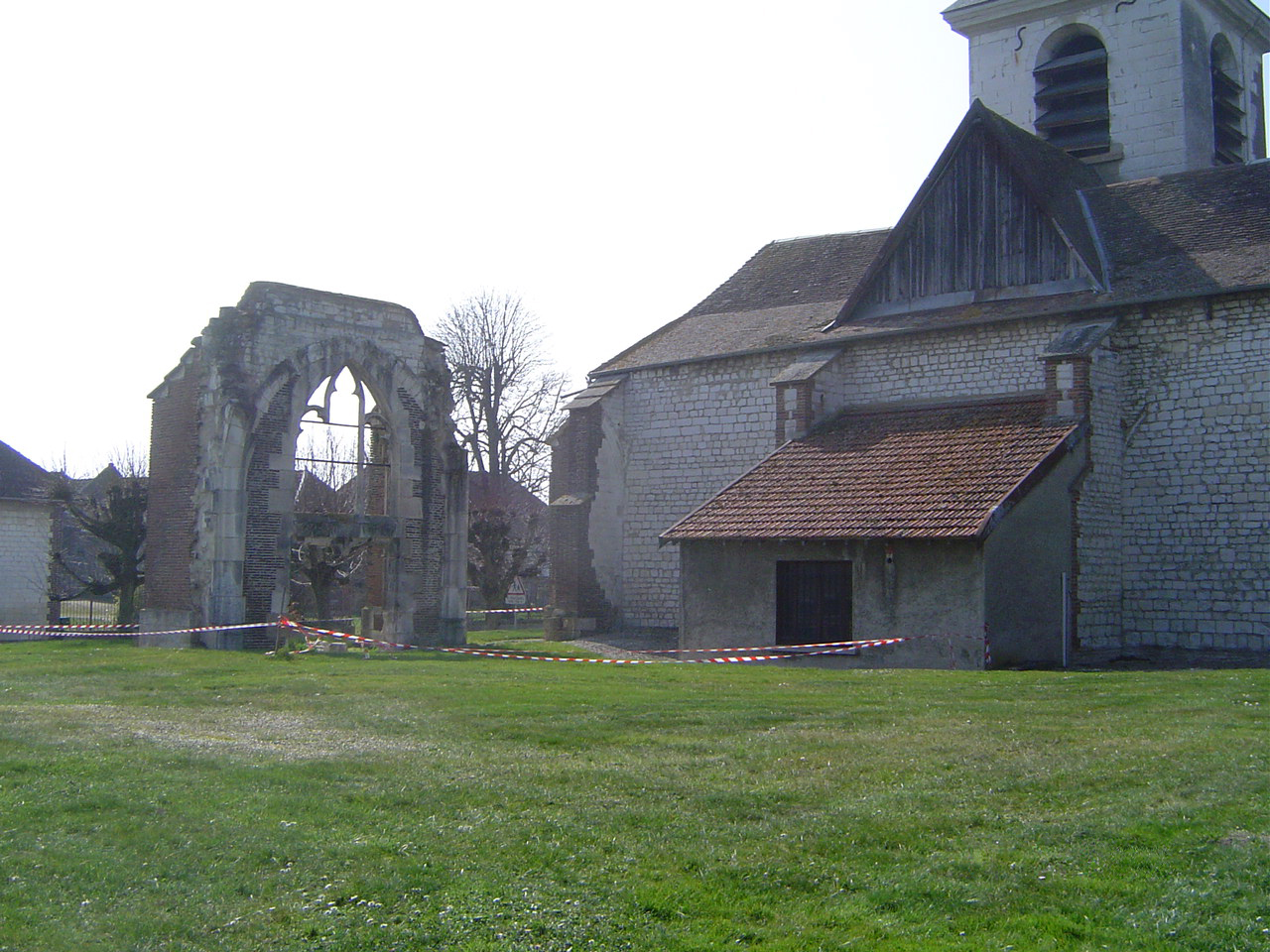
Reste de l'ancienne nef,
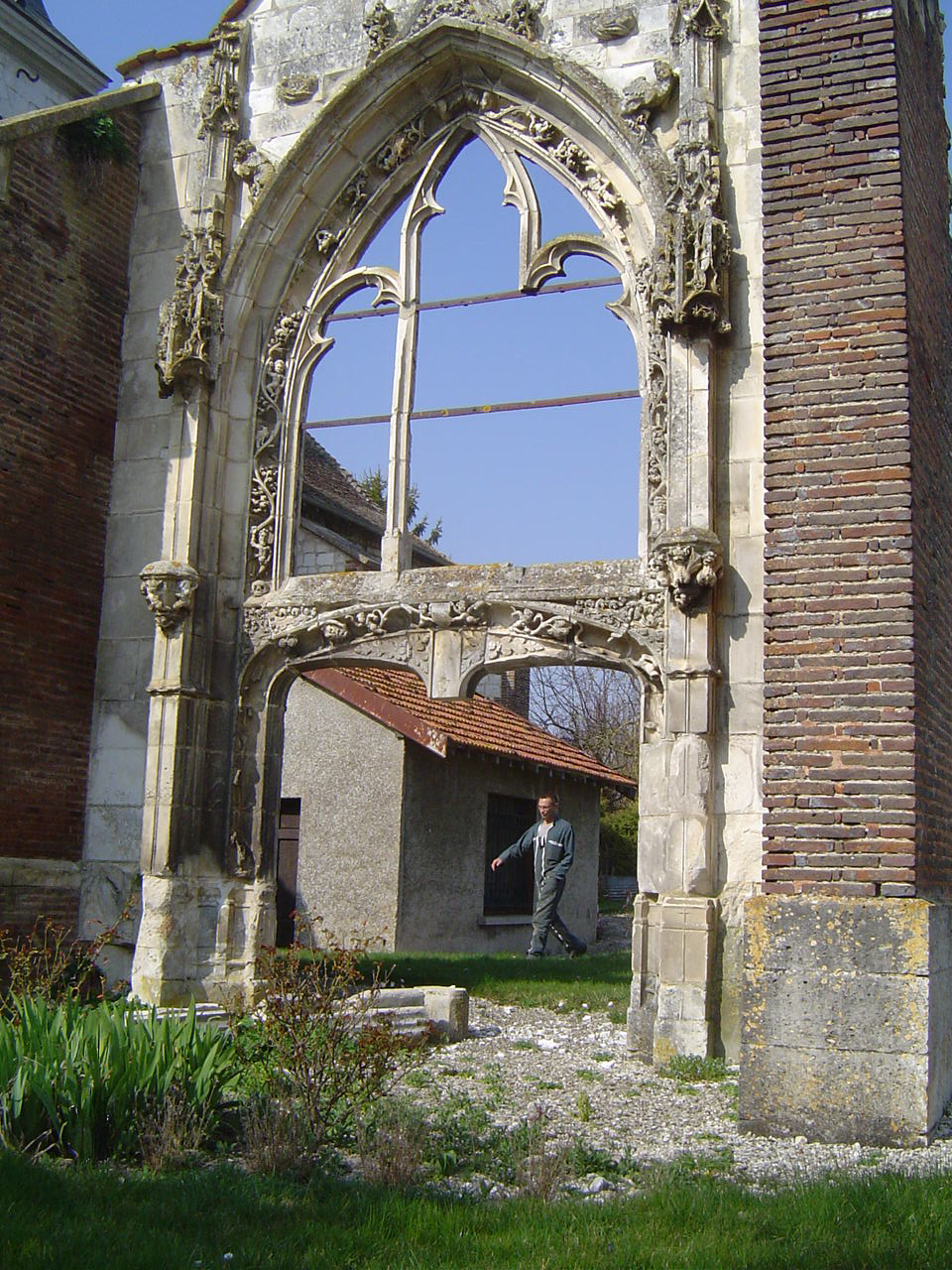
Poteau central effondré début 2014.
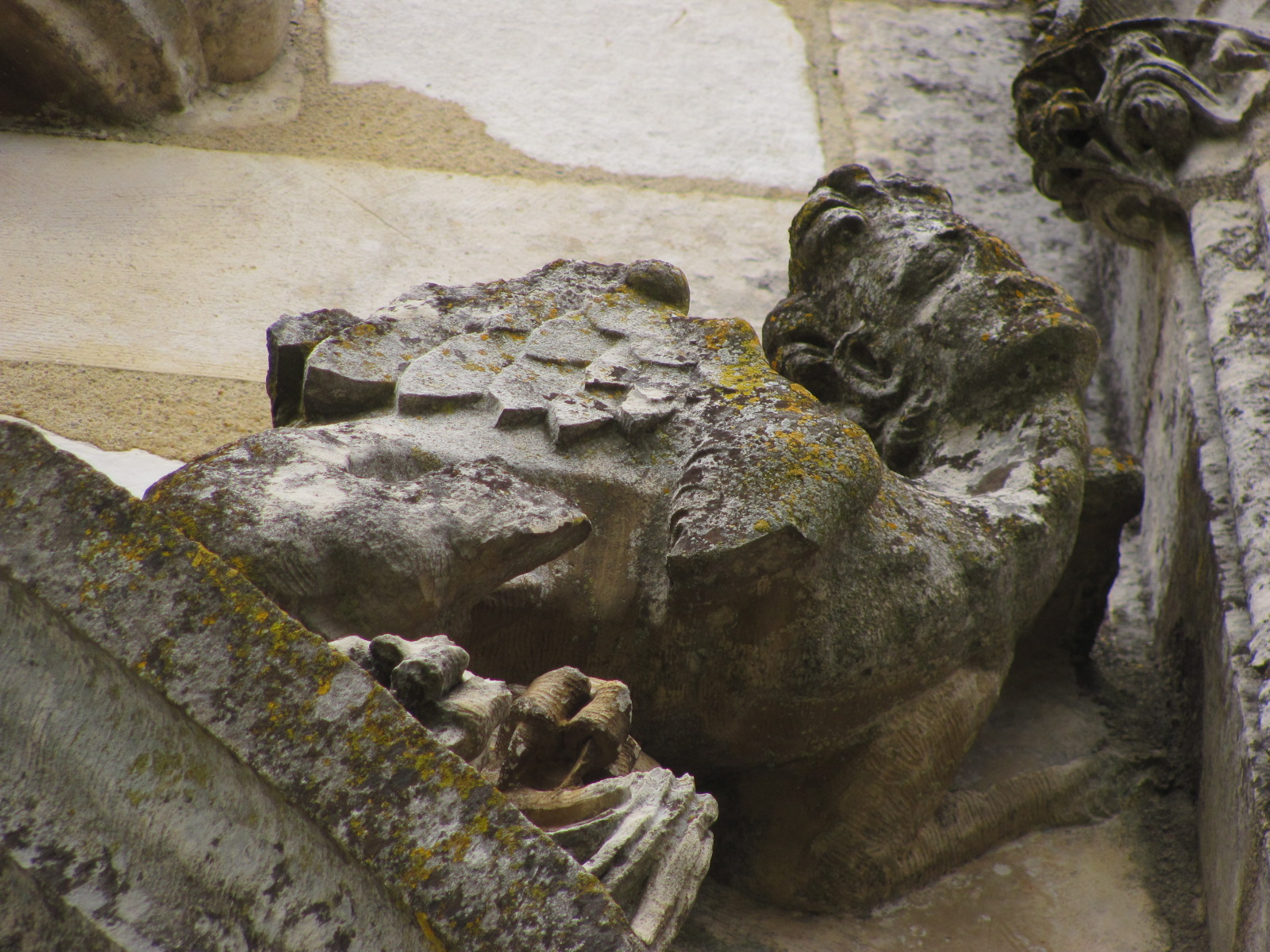
Détail de la porte Renaissance.

## Localisation
L'église est située sur la commune de Laines-aux-Bois, dans le département français de l'Aube.

## Historique
L'édifice est classé au titre des monuments historiques en 1955.